# Тихий, Дмитрий Михайлович
Дми́трий Миха́йлович Ти́хий (род. 29 октября 1992, Владивосток) — российский футболист, защитник турецкого клуба «Серик Беледиеспор».

## Карьера
Воспитанник владивостокского футбола. В сезоне 2011/12 дебютировал за основную команду «Луча» в первенстве ФНЛ. Транзитом через «Аланию» оказался в «Факеле», за который отыграл три сезона, после чего вернулся в «Луч».
Летом 2018 года перешёл в «Томь», но через полгода разорвал контракт из-за невыплаты клубом заработной платы.
После было объявлено о переходе Тихого в «Енисей», однако вскоре появилась информация, что главный тренер клуба Дмитрий Аленичев не согласен с подписанием игрока. В итоге футболист перешёл в «Химки».
Почти всю карьеру провёл на позиции правого защитника, но при Сергее Юране стал играть центрального, в первом же матче на этой позиции в рамках 1/4 финала Кубка России 2019/20 забив мяч в ворота «Торпедо» (5:1). 28 марта 2023 года разорвал контракт с «Химками».
3 июля 2023 года перешёл в «Пари Нижний Новгород». После прихода Виктора Гончаренко на пост тренера «Пари НН» осенью 2024 года Тихий и клуб расторгли контракт.
В феврале 2025 года стал игроком армянского «Урарту», заключив контракт до конца сезона с возможностью продления.
В июле 2025 года перешёл в турецкий клуб «Серик Беледиеспор».

## Достижения
«Луч-Энергия»
- Победитель второго дивизиона: 2012/13 (зона «Восток»)

«Факел»
- Победитель первенства ПФЛ: 2014/15 (зона «Центр»)

«Химки»
- Серебряный призёр первенства ФНЛ: 2019/20
- Финалист Кубка России: 2019/20